# Карен (штат)
Карен (або Каїн) — штат (національний округ) в М'янмі. Адміністративний центр — місто Пхаан (Hpa-An). Населення — 1 733 281 особа. Щільність населення — 57,05 осіб/км². Фактично територія розділена на область контролю урядових військ (військової хунти) і каренських військових сил, які називають свою територію Котхолей.
Найбільшим впливом на території штату користується сепаратистська партія Каренська Національна Спілка (KNU) і її збройне крило Каренська національно-визвольна армія (KNLA), які протистоять уряду Бірми. Крім того, боротьбу проти центральної влади країни ведуть також Каренійський національний народно-визвольний фронт (КННОФ) і Демократична каренська буддистська армія. Нерідкі зіткнення між повстанськими організаціями.
У штаті Карен поширені буддизм, християнство (баптизм) і анімізм.

## Історія
Керівництво Карен вело опір і боротьбу за незалежність практично відразу ж після проголошення Бірманського Союзу.
Лідер Каренського Національного Союзу (KNU) Бо Мя займав непримиренну позицію. При цьому опозиціонери забороняли на своїй території виробництво і торгівлю наркотиками. В 1997 році урядові війська зайняли столицю опозиції Манепло, після чого вдалося досягти перемир'я. Генерал Бо Мя пішов у відставку, передавши управління своєму синові Нерд Мя. Наскільки стійке перемир'я, можна судити з недавніх подій 2005 року, коли делегація каренів разом з генералом Бо Мя вирушила в Рангун на переговори і була дуже тепло зустрінута. Уряд Бірми влаштував також свято з нагоди ювілею Бо Мя.
Сам генерал коментував ситуацію так: зараз ні уряд, ні опозиція не можуть перемогти один одного, і обидві сторони задоволені миром. Падіння Манепло в 1995 році було обумовлено сепаратною мирною угодою союзних армій сусідніх штатів, які заради миру не стали підтримувати Карен і зруйнували альянс.

## Адміністративний поділ
Штат складається з трьох округів, які поділені на сім районів, до яких входять 4092 селищ і сіл.

### Округи

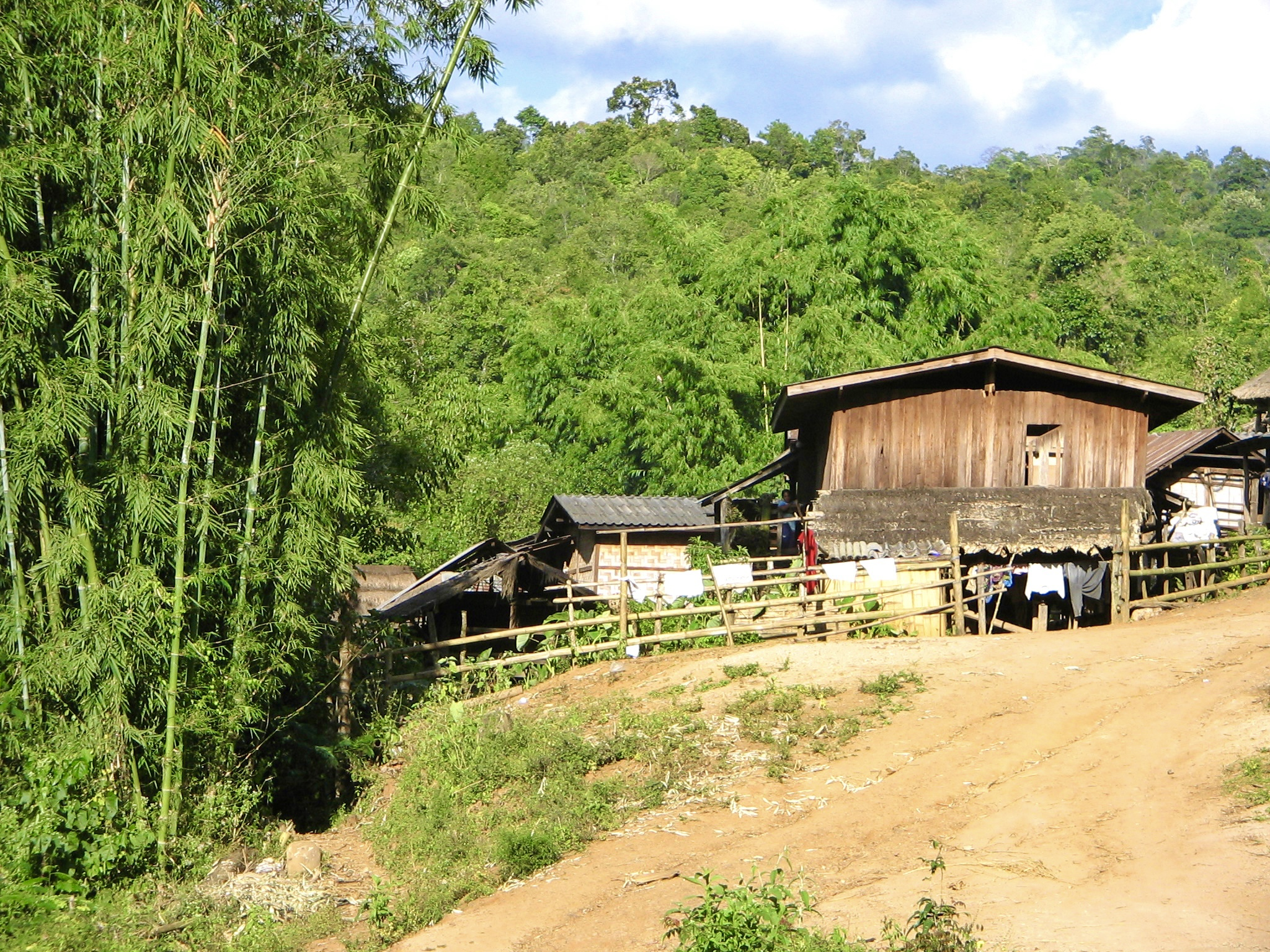
Село каренів

1. Хпа-Ан (Hpa-An)
2. Міавадді (Myawaddy)
3. Кавкареїк (Kawkareik)

### Райони[1]
1. Глаінгбве (Hlaingbwe)
2. Хпа-Ан (Hpa-An)
3. Хпапун (Hpapun)
4. Кавкареїк (Kawkareik)
5. Кяїн Сеікгій (Kyain Seikgyi)
6. Міавадді (Myawaddy)
7. Тхандавнг (Thandavng)